# Indisk spikklubba
Indisk spikklubba (Datura metel) är en art i familjen potatisväxter och trots det svenska namnet är den troligen ursprunglig i Västindien. Numera är arten naturaliserad i många varma områden. Den odlas i Sverige som ettårig utplanteringsväxt, vanligen som fylldblommiga sorter. Hela växten är giftig, särskilt fröna. 
Indisk spikklubba liknar mexikansk spikklubba (D. inoxia), men den senare är tätt luden, medan den indiska är mer eller mindre kal och har mindre taggar på frukterna.

## Grupper
Arten förekommer i ett antal urvalsformer, då dessa ofta förökas med frö och endast är delvis frökonstanta kan man lättast beskriva dem som grupper, snarare än sorter. De sortnamn som förekommer på marknaden tycks vara ett virrvarr och det förekommer ingen registrering av namnen.
- Atropurpurea-Gruppen - blommorna är enfärgat rödaktiga, fylldblommiga.
- Chlorantha-Gruppen - blommorna är gula, fylldblommiga. Förekommande sortnamn är 'Aurea', 'Double Golden Queen', 'Double Yellow', 'Golden Queen', 'Golden Queen Frilled Double'.
- Fastuosa-Gruppen - blommorna är vita med violett utsida, fylldblommiga. Förekommande sortnamn är 'Black', 'Blackcurrant Swirl', 'Cornucopaea', 'Double Blackcurrant Swirl', 'Double Purple', 'Purple Hindu'.
- Flaviflora-Gruppen - blommorna är gula, enkelblommiga.
- Malabarica-Gruppen - blommorna är vita med rödaktig utsida, fylldblommiga
- Muricata-Gruppen - blommorna är vita, fylldblommiga. Förekommande sortnamn är 'Alba', 'Triple Whit', 'Triple Whit'.
- Obscura-Gruppen - blommorna är enfärgat violetta, fylldblommiga
- Rubra-Gruppen - blommorna är violetta, enkelblommiga.
- Sanguinea-Gruppen, blommorna är rödaktiga, enkelblommiga.

Sorterna 'Mr. Purple' och 'Violet Queen' liknar sorterna i Fastuosa-Gruppen, men är enkelblommiga.

## Synonymer
- Datura alba Rumphius ex Nees
- Datura fastuosa var. alba (Rumphius ex Nees) Clarke
- Datura metel f. alba Chou

Atropurpurea-Gruppen
- Datura metel f. atropurpurea Danert

Fastuosa-Gruppen
- Datura hummatu var. fastuosa (L.) Bernh.
- Datura fastuosa L.
- Datura metel f. fastuosa (L.) Danert
- Datura metel var. fastuosa (L.) Saff.
- Stramonium fastuosum (L.) Moench

Flaviflora-Gruppen
- Datura fastuosa var. flaviflora O.E. Schulz
- Datura metel var. flaviflora (O.E. Schulz) Moldenke

Malabarica-gruppen
- Datura metel f. malabarica Danert

Muricata-Gruppen
- Datura hummatu var. muricata
- Datura metel var. muricata (Bernh.) Danert
- Datura muricata Bernh.

Obscura-Gruppen
- Datura metel f. obscura Danert
- Datura metel var. obscura Danert

Rubra-Gruppen
- Datura hummatu var. dubia (Pers.) Bernh.
- Datura hummatu var. rubra Bernh.
- Datura metel f. rubra (Bernh.) Danert
- Datura metel var. rubra (Bernh.) Danert

Sanguinea-Gruppen
- Datura metel f. sanguinea Danert
- Datura nilhummatu Dun.